# Andrea Weiermann-Lietz
Andrea Weiermann-Lietz, född den 15 december 1958 i Köln i Västtyskland, är en västtysk landhockeyspelare.
Hon tog OS-silver i damernas landhockeyturnering i samband med de olympiska landhockeytävlingarna 1984 i Los Angeles.